# Liparetrus plautus
Liparetrus plautus är en skalbaggsart som beskrevs av Britton 1980. Liparetrus plautus ingår i släktet Liparetrus och familjen Melolonthidae. Inga underarter finns listade i Catalogue of Life.